# Physella zionis
Physella zionis é uma espécie de gastrópode  da família Physidae.
É endémica dos Estados Unidos da América.